# Ulrich Schley
Ulrich Schley (* 28. September 1947 in Elmshorn) ist ein deutscher Politiker (CDU).

## Leben
Schley erreichte den Hauptschulabschluss und war nach dem Berufsschulabschluss als Elektromechaniker und im mittleren Dienst bei der Deutschen Bundespost tätig. Nach einem Technikum im Berufsbildungswerk des DGB wurde er 1980 Lehrbeamter bei der DBP.
1974 trat Schley in die CDU ein, wo er Vorsitzender des CDU-Gemeindeverbandes Kölln-Reisiek, Gemeindevertreter in Kölln-Reisiek, Fraktionsvorsitzender im Gemeinderat und Mitglied im CDU-Kreisvorstand Pinneberg war. Von 1988 bis 1996 war er Mitglied im Landtag von Schleswig-Holstein.